# パームコースト (フロリダ州)
パームコースト（Palm Coast）は、アメリカ合衆国フロリダ州のフラグラー郡にある都市。人口は8万9258人（2020年）。郡内最大の都市だが郡庁所在地ではない。

## 概要
1999年に法人化した若い市である。民間の不動産ディベロッパー主導で分譲地を開発しており、人口は急増している。
2本の幹線道路、国道1号線と州間高速道路95号線が市内を南北に通る。40キロメートル北にセントオーガスティン、48キロメートル南にデイトナビーチがある。

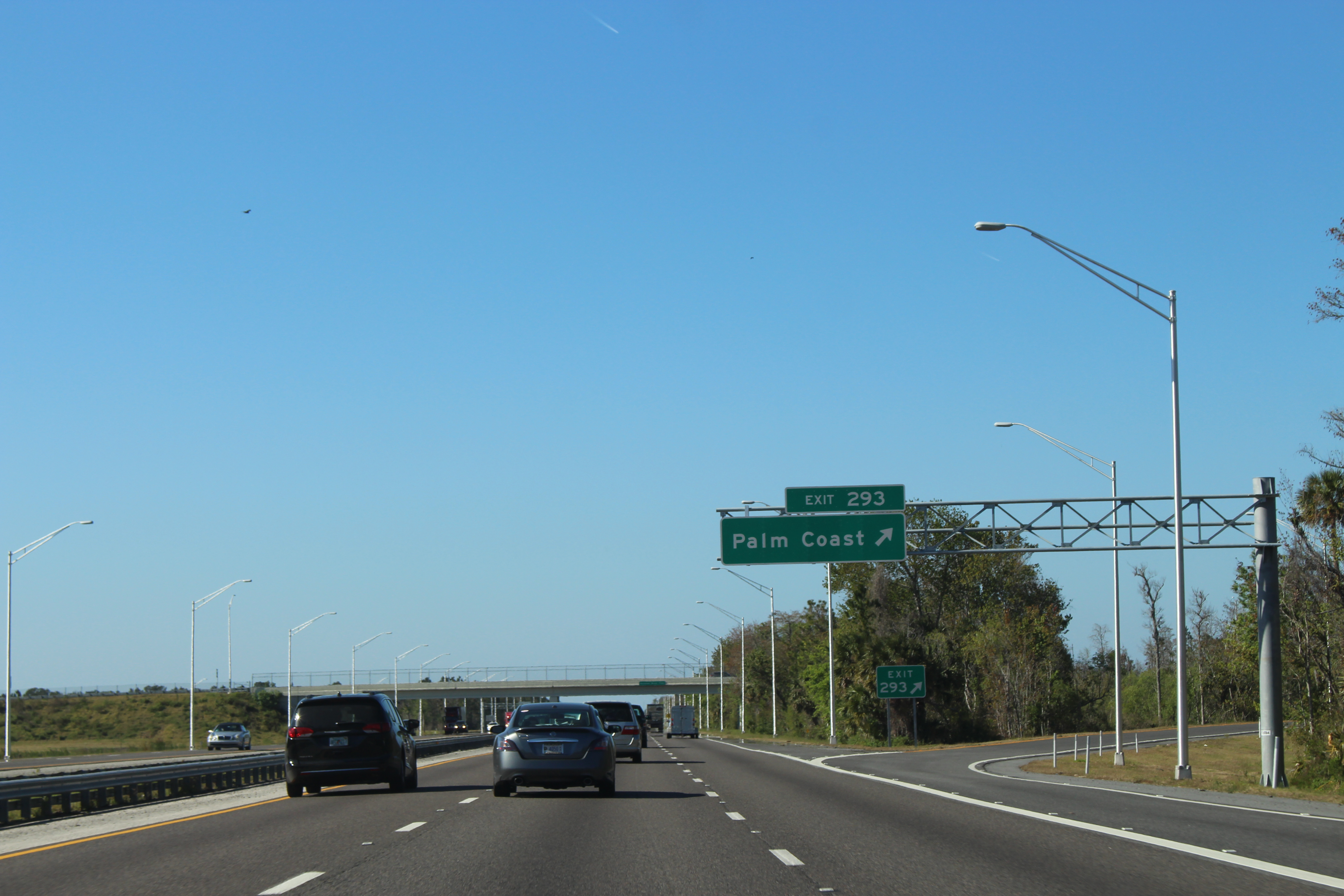
I-95

## 関係者
- ライリー・オペルカ：テニス選手